# کدو (کوار)
کدو (شیراز)، روستایی از توابع بخش کوار دهستان فرمشکان شهرستان شیراز در استان فارس ایران است.
روستای کدو یکی از زیبا ترین قلعه های قدیمی استان فارس را در خود جای داده است که متاسفانه رو به نابودیست 
سیاحانی که در سالهای دور از این قلعه دیدن کرده اند قلعه کدو را دارای برج و بارو های بلند و استحکامی نظامی یاد کرده اند 
قلعه ای محصور میان باغات سر سبز و با طراوت

## جمعیت
این روستا در دهستان فرمشکان قرار دارد و براساس سرشماری مرکز آمار ایران در سال ۱۳۸۵، جمعیت آن ۴۳۸ نفر (۹۳خانوار) بوده‌است.